# 세인트 라 살 대학교
세인트 라 살 대학교(필리핀어: Unibersidad ng Santa La Salle, 영어: University of St. La Salle)는 필리핀의 사립 대학교이다.
1952년 설립 되었다. 세인트 라 살 대학교는 2006년 설립된 라살리안 교육기관인 데 라살 필리핀의 회원 학교이다.

## 캠퍼스

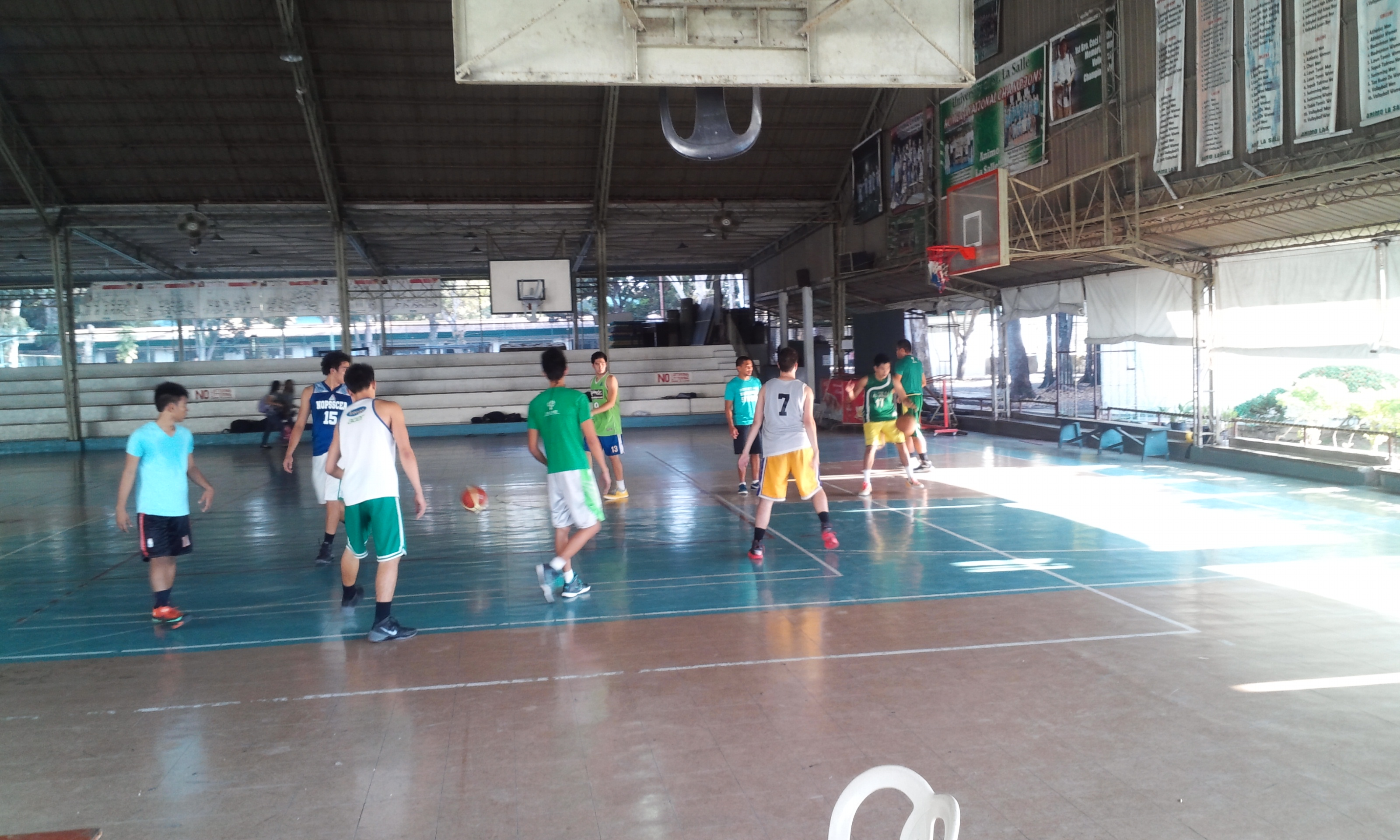
세인트 라 살 대학교의 농구장

캠퍼스는 약 10핵타르의 면적이고, 내부에 초등학교, 고등학교, 대학교, 대학원 시설이 함께 위치해있다. 보건대학 캠퍼스는 락손 스트리트(Lacson St.)에 있으며, 간호학과와 의학과가 있다.